# Bolt Thrower
Bolt Thrower — дез-метал колектив з Бірмінгему.

## Склад
- Карл Вайлетс — вокал
- Гевін Вард — гітара
- Баррі Томпсон — гітара
- Джо Бенч — бас
- Мартин Кірнс — ударні (до 2015)

## Дискографія

### Альбоми
- In Battle There is No Law (1988)
- Realm of Chaos (1989)
- War Master (1991)
- The IVth Crusade (1992)
- …For Victory (1994)
- Mercenary (1998)
- Honour — Valour — Pride (2001)
- Those Once Loyal (2005)

### EP, компіляції
- The Peel Session (1988)
- Cenotaph (1990)
- Spearhead (1993)
- The Beast (Split) (1994)
- Who Dares Wins (1998)
- Live War (Live) (2010)
- Etarnal War (2014)
- The Best Of Bolt Thrower   (2016)
- Spearhead/Cenotaph (2018)